# 217-й гвардійський парашутно-десантний полк (СРСР)
217-й гвардійський парашутно-десантний Свірський ордена Кутузова ступеня полк (217 гв. ПДП, в/ч 11389) — формування повітрянодесантних військ Радянської армії, що існувало у 1948—1992 роках. Полк перебував у складі 98-ї гвардійської повітрянодесантної дивізії.
Після розпаду СРСР у 1992 році на базі полку почалося формування 25-ї повітрянодесантної бригади України, а сам полк був переведений разом із 98-ю дивізією до РФ.

## Історія

### У роки Другої світової війни
25-та повітрянодесантна бригада веде свою історію із самого розпалу битв Другої світової війни. Формування загальновійськового з'єднання розпочалося на базі окремих гвардійських повітрянодесантних бригад, що були розформовані у 1942 р. Командний та рядовий склад був підібраний з курсантів військових училищ, моряків Тихоокеанського флоту, Амурської річкової флотилії й курсантів навчальних підрозділів.
За часів війни практично всі солдати й сержанти пройшли шестимісячну підготовку за програмою повітрянодесантних військ і здійснили по 8—10 тренувальних стрибків з літаків Лі-2, ТБ-3 і аеростатів. 95 % особового складу складали комуністи і комсомольці. Після формування з'єднання почалося посилена бойова підготовка. Заняття проводилися в полі по 12—14 годин. Особлива увага приділялася здійсненню форсованих маршів, марш-кидків (25—50 кілометрів). Основною дисципліною в з'єднанні вважали повітрянодесантну підготовку, яка загартовувала волю, розвивала сміливість, завзятість в подоланні труднощів. Увесь процес навчання й виховання воїнів-десантників був спрямований на підготовку особового складу до ведення бойових дій в тилу противника.
3 травня 1944 року у м. Дмитров командувач військами Московського військового округу передав командиру з'єднання гвардії полковнику Виндушеву К. М. гвардійський Бойовий прапор, й на початку червня 1944 року з'єднання в повному складі було відправлене на Карельський фронт, для участі в наступальній операції, яка проводилася 7-ю Окремою Армією.
21—24 червня 1944 року, з'єднання бере безпосередню участь у проведенні Свірсько-Петрозаводської наступальної операції. 98-ма та 99-та гвардійські повітрянодесантні дивізії отримали завдання — форсувати р. Свір і захопити плацдарми на протилежному березі. Противник (фінські та німецькі війська) три роки закріплявся на правому березі Свірі. Перед гвардійцями-десантниками стояла бойова задача — форсувати річку, прорвати ешелоновану оборонну смугу та знищити противника.
Командиром 300-го гвардійського парашутно-десантного полку гвардії полковником Даниловим М. О. було прийняте рішення: під час проведення артилерійської підготовки атаки висадити на річці хибний десант, та зосередити на ньому всю увагу артилерійських і мінометних батареї противника, які уціліють після проведення артпідготовки, засікти їх та знищити вогнем артилерії й ударами авіації підтримки.
21 червня 1944 року о 8:00 у небі над Свіррю з'явилася радянська авіація, яка спрямувала на укріпрайон тисячі снарядів та бомб. О 8:40 залпом 1600 гармат та мінометів, реактивних «Катюш» почалася артпідготовка, яка тривала три з половиною години.
Під її прикриттям лише 12 відважних десантників (Юносов, Тіхонов, Павлов, Митарев, Зажигін, Попов, Паньков, Маркелов, Баришев, Бекбосунов, Малишев, Немчіков), почали демонстраційне форсування Свірі.
Гітлерівці не відразу помітили початок форсування. Противник почав вести кулеметній вогонь по десантниках з вогневих точок, які уціліли, коли вони досягли середини річки. Навколо 12 сміливців, які штовхали перед собою плоти з макетами солдатів, кулеметів, свистіли кулі, вода кипіла від розривів снарядів і мін. Ворог повірив у початок форсування Свірі головними силами, почали «працювати» артилерійські і мінометні батареї, які знаходилися в укриттях. Вогневим шквалом артилерія подавила залишки противника, чим відкрила дорогу для наступу нашим військам.
За час проведення Свірсько-Петрозаводської операції з'єднання форсувало водні рубежі річок: Свір, Інема, Мегрега, Тяпотка, Видліца та інші, й пройшло з боями 236 кілометрів сильно укріплених позицій противника.
Наказом Верховного головнокомандувача № 0174 від 2 липня 1944 року з'єднанням і частинам, які відзначилися в боях з німецькими загарбниками при форсуванні річки Свір і прорив сильно укріплених позицій противника, присвоєне почесне найменування «Свірські» Указом Президії Верховної Ради СРСР від 21 липня 1944 року 1 офіцерові, 7 сержантам і 9 червоноармійцям присвоєне звання Героя Радянського Союзу.
З весні 1945 року з'єднання продовжило виконання бойових завдань на території Угорщини. У період з 17 березня 1945 року дивізія оволоділа сильно укріпленим районом Мадяралмаш, до кінця 18 березня 1945 року м. Гуттамаши та м. Бограч. У подальшому дивізія звільняла від німецьких військ міста: Варполота, Веспрем, Девечер, Шарвар (Угорщина), розгромила частини 2-ї танкової дивізії угорців, 1-ї танкової дивізії СС «Адольф Гітлер».
30 березня 1945 року, прорвавши укріплений рубіж австро-угорського кордону, опанувала Рехнітц.
До кінця 25 квітня 1945 року з важкими боями в гірсько-лісовій місцевості опанувала Вольдег та Тульберг.
Близько 17:00 10 травня 1945 року частини дивізії з'єдналися з американськими військами на річці Вітьва біля Строковіца (Чехословаччина).
26 квітня 1945 року за зразкове виконання завдань командування в боях з німецькими загарбниками при оволодінні містами Папа та Девечер і виявлений при цьому героїзм і мужність дивізія нагороджена орденом Червоного Прапора.
За зразкове виконання завдань у 1944—1945 дивізія отримала 7 подяк від Верховного головнокомандувача Червоною армією.

### Після Другої світової війни
25 вересня 1948 року в селі Галенки Молостовського району Приморського краю, заступником командира полку підполковником Тирва О. В. почалося нове формування військової частини 11389 — 217-го гвардійського парашутно-десантного полку.
Частина формувалася на базової основі 2-го гвардійського парашутно-десантного батальйону 296-го гвардійського парашутно-десантного Ордена Кутузова III ступеня полку, 263-ї гвардійської повітрянодесантної Свірської Червонопрапорної дивізії, особовий склад якого під час років радянсько-німецької війни виявив героїзм, мужність і бойову майстерність, стояв насмерть у самих суворих боях цієї війни.
1 жовтня 1948 року 217-й пдп закінчив своє формування та був виданий наказ № 1. Цей день став відмічатися як День частини — День 217-го гвардійського парашутно-десантного полку.
Полк увійшов до складу 13-ї повітрянодесантної ордена Кутузова II ступеня дивізії 37-го гвардійського Свірського повітрянодесантного корпусу. 20 лютого 1948 року полку було урочисто вручено Гвардійський Бойовий Червоний Прапор.
У мирний час воїни-десантники полку удосконалювали свої бойові якості в щорічних навчаннях.
У 1965 році за тактичні навчання з практичним десантуванням особового складу на острів Сахалін, 217-й гвардійський парашутно-десантний полк заслужив подяку Міністра оборони СРСР. Командував полком на той час майор Маргелов Геннадій Васильович (старший син легендарного Командувача Повітрянодесантних Військ генерала армії Маргелова В. П.).
22 лютого 1968 року Указом Президії Верховної Ради СРСР, за значні заслуги, виявлені при захисті Батьківщини, успіхи в бойовій і політичній підготовці, 98-ма гвардійська повітрянодесантна дивізія нагороджена орденом Кутузова ІІ ступеня.
З 25 липня по 11 серпня 1969 року частини з'єднання передислокувалися до міста Болград, Українська РСР.

### Війна у Афганістані
Найяскравіше морально-бойові якості виявилися в період перебування гвардійців-десантників в республіці Афганістан. У період з 1979 по 1989 119 офіцерів і прапорщиків полку виконували завдання на території цієї країни.

### Нестабільність на Кавказі
Разом з рішенням завдань бойової і політичної підготовки 217-й гвардійський парашутно-десантний полк виконував урядові завдання на території Вірменської і Азербайджанської РСР.
У період з 23 березня 1988 року по 16 березня 1990 року полк провів у регіонах Закавказзя 174 дні:
- з 23 березня по 29 березня 1988 року — Октемберян, Вірменська РСР;
- з 21 червня по 2 серпня 1988 року — Степанакерт;
- з 21 вересня по 16 листопада 1988 року — Єреван;
- з 24 травня по 25 серпня 1988 року — Єреван;
- з 3 жовтня по 18 жовтня 1989 року і з 16 січня 1990 по 16 березня 1990 — Баку.

#### Трагедія 8-ї парашутно-десантної роти

Пам'ятник 8-й парашутно-десантній роті 217-го полку в Гвардійському

18 жовтня 1989 року Іл-76, прийнявши на борт 8-му парашутно-десантну роту 217-го парашутно-десантного полку, що виконував завдання в Баку, злетів, але, не встигнувши набрати висоти, спалахнув двигун. Льотчики, під командою командира корабля полковника Калмикова, маневрували, як могли, намагаючись збити полум'я з двигуна, що горів, і посадити літак. Попри їх зусилля, через декілька хвилин частина крила звалилася вниз і літак упав у Каспійське море.
Загинуло 48 десантників та 7 льотчиків з екіпажу Іл-76.

### Розпад СРСР
У 1990 році 217-й гвардійський парашутно-десантний полк був нагороджений третім вимпелом Міністра оборони СРСР «За мужність і військову доблесть».
Внаслідок розпаду СРСР відбувся розподіл 98-ї гвардійської повітрянодесантної дивізії та відповідно 217-го гвардійського парашутно-десантного полку між Україною і Росією. У період з 23 квітня по 3 травня 1993 року 217-й гвардійський парашутно-десантний Свірський ордена Кутузова III ступеня полк у складі 98-ї гвардійської повітрянодесантної дивізії відбув до Іваново Російської Федерації. 55 % матеріальних засобів, бойовий прапор і орден Кутузова III ступеня були передані до Росії.
На основі особового складу та озброєння полку, які залишилися в Україні, почалося формування 25-ї повітрянодесантної бригади.

## Участь у навчаннях
З появою нової техніки тривало вдосконалення бойової підготовки. За навчання «Південь-70» і «Десна-72» наказом Міністра оборони СРСР особовому складу оголошено подяку. За військову майстерність й мужність, виявлену при експериментальному десантуванні, ці військовослужбовці Указом Президії Верховної Ради СРСР були нагороджені орденом Червоної Зірки. Також особовий склад полку брав участь в навчаннях «Щит-82» в Болгарії, за що полку одному з перших у ПДВ був вручений другий вимпел МО СРСР «За мужність і військову доблесть». Згодом полк брав участь у навчаннях «Союз-84».

## Командування
- 1965 майор Маргелов Геннадій Васильович

## Матеріали
- Історія полку [Архівовано 3 грудня 2014 у Wayback Machine.](рос.) // 2005
- Michael Holm, 217th Guards order of Kutuzov Parachute Regiment(англ.) // ww2.dk